# 邵陽學院
27°12′13″N 111°26′11″E / 27.203496°N 111.436357°E
邵阳学院是中华人民共和国湖南省邵阳市的一所全日制公立本科大学。

## 沿革
邵阳学院的历史可以追溯到1958年成立的邵阳高等专科学校以及1975年成立的湖南农学院邵阳分院，其中后者于1981年并入湖南大学邵阳分校，1991年再与邵阳工业专科学校合并，易名为邵阳工业专科学校，1993年，再更名为邵阳高等专科学校。
2002年，中华人民共和国教育部同意邵阳高等专科学校、邵阳师范高等专科学校合并组建成为邵阳学院。
2011年，教育部基于“服务国家特殊需求人才培养项目”，同意在邵阳学院增设两个硕士学位点。
2016年邵阳医学高等专科学校并入该校，并增设了临床医学、护理学、药学、医学检验技术四个专业。翌年11月，湖南省教育厅同意该校成为第三批湖南省硕士学位授予单位立项建设单位。

## 院系设置
截止2021年，邵阳学院下设21个学院，分别为马克思主义学院、经济与管理学院、法商学院、体育学院、文学院、外国语学院、音乐舞蹈学院、艺术设计学院、理学院（师范学院）、机械与能源工程学院、食品与化学工程学院、电气工程学院、信息工程学院（人工智能学院）、城乡建设学院、国际交流处（国际学院）、基础医学院、第一临床学院、第二临床学院、医学技术学院、护理学院、药学院。

## 知名校友
- 夏宁邵（1978级医士59班）：中国疫苗和诊断试剂学家，厦门大学公共卫生学院院长、教授，中国工程院院士[7]
- 易炼红：1982年8月-1984年7月，在邵阳基础大学（今邵阳学院）担任教师。现任中共浙江省委书记、浙江省人大常委会主任。是中共第十九届中央候补委员、第二十届中央委员。

## 争议事件

### 邵阳学院引进博士事件
2022年7月，邵阳学院宣布拟花费1800万元人民币用于引进23名均为菲律宾亚当森大学毕业的哲学博士，随后很快便引发了舆论争议。受此事件影响，时任邵阳学院党委书记彭希林被免职。